# 罂粟莲花
罂粟莲花（学名：Anemoclema glaucifolium）为毛茛科罂粟莲花属下的一个种。